# Anielap
Anielap (auch: Aniyarappu Island, Aniyarappu-tō, Anjelab) ist ein Motu des Rongelap-Atolls der pazifischen Inselrepublik Marshallinseln.

## Geographie
Anielap liegt zusammen mit sechs weiteren kleinen, namenlosen Motu am Nordostende des Atolls. Vom benachbarten Kabelle im Süden trennt sie nur ein schmaler Kanal. Die Insel ist unbewohnt und seit dem Kernwaffentest der Bravo-Bombe atomar verseucht.